# Кабалевський Клавдій Єгорович
Клавдій Єгорович Кабалевський (31 березня 1844, Харківська губернія — 26 липня 1915) — військовий інженер, генерал-лейтенант (артилерія), перший керівник Луганського патронного заводу (29 березня 1895 — після 1 вересня 1905). Член Артилерійського комітету Головного артилерійського управління. Православний.
Дід відомого радянського композитора Дмитра Кабалевського.

## Біографія

### Ранні роки
Клавдій Кабалевський народився 31 березня 1844 року в Харківській губернії. Його батько — Єгор Єгорович Кабалевський (1801—1868) — імовірно, був військовим і мав відношення до саперної справи.
Спочатку Клавдій Кабалевський навчався в Петровському Полтавському кадетському корпусі (1862). 22 червня 1862 року вступив на службу. Слідом у чині унтер-офіцера вступив до Михайлівського артилерійського училища (1863). 12 червня 1863 отримав чин підпоручника. 25 серпня 1865 Кабалевському присвоєний чин поручника і тоді ж перейменований вупоручники гвардії. У 1869 році за першим розрядом закінчив курс Михайлівської Академії в Санкт-Петербурзі.
Проходив службу в різних артилерійських підрозділах, Брянському арсеналі.
Потім вступив на Петербурзький патронний завод Головного артилерійського управління, де проходив службу помічником начальника споряджувального відділу, а потім начальник споряджувального відділу.
28 березня 1871 присвоєно звання штабс-капітана гвардії, а 30 серпня 1875 — капітана гвардії.
8 березня 1883 Клавдій Кабалевський стає полковником.

### Луганський патронний завод
12 жовтня 1892 року надійшов високий дозвіл, затверджений Олександром III — недіючий Луганський ливарний завод з усім рухомим і нерухомим майном передати з Гірського до Військового відомства.
На виконання найвищого указу 4 червня 1893 року в Луганськ як голову господарсько-будівельної комісії для будівництва Луганського патронного заводу було відряджено полковника артилерії Клавдія Єгоровича Кабалевського.
Для добре забезпеченої рідні, яка мешкала в прекрасному будинку в Санкт-Петербурзі, від'їзд глави сімейства спочатку здався повною катастрофою. Тим часом дуже швидко і дружина, і троє їхніх дітей-студентів (дочка — курсистка Смольного інституту шляхетних дівчат і двоє синів — вихованці військового училища) змирилися з волею долі та на сімейній раді ухвалили: їхати Клавдію Єгоровичу за призначенням.
Урочисте закладання патронного заводу відбулося 26 серпня 1893 — через п'ять років після закриття ливарного заводу.
Нове підприємство було побудовано за два роки (рік і вісім місяців з 2 серпня 1893 по 6 травня 1895) і являло собою зразок використання передових технологій того часу. Зокрема, на патронному заводі, що будувався, вперше використовували електроенергію і телефонний зв'язок між цехами. Основне обладнання для нього закуповувалося в Англії із заводу Грінвуд-Бетлі, і лише невелика частина — з Петербурзького патронного заводу, також іноземного виготовлення.
29 березня 1895 року за відзнаку по службі Клавдію Кабалевському було присвоєно чин генерал-майора і його було призначено начальником Луганського патронного заводу.
У день народження імператора Миколи II 6 травня (18 травня) 1895 року відбулося урочисте відкриття Луганського казенного патронного заводу.
План урочистостей з нагоди відкриття свого дітища продумав і склав особисто К. Є. Кабалевський. У виголошеній промові Кабалевський розкривав всю значимість побудованого підприємства:
|  | Истратив щедро отпущенные нам два миллиона рублей из государственной казны, мы построили на месте старика литейного по существу новый завод, установили на нем более четырехсот новейших станков, котлов, паровых двигателей и динамо-машин, закупленных в Англии, Франции, Германии, а также произведенных на многих заводах нашего Отечества. Нахожу нужным сказать, что матушка Русь еще никогда в своей истории не имела промышленного предприятия столь совершенной технологической оснащенности, впервые в России работающего на электрической тяге. |

На проєктну потужність Луганський патронний завод вийшов у 1900 році, вдихнувши нові життєві сили в селище, що згодом стало містом Луганськ.
Луганський патронний завод, що виник на базі Луганського ливарного заводу, був містоутворюючим підприємством для селища Луганський завод. Тому на керівнику підприємства лежала турбота про розвиток та облаштування населеного пункту. Окрім участі у будівництві та благоустрої, за час роботи Кабалевського у лютому 1906 року в селищі було відкрито школу для дітей майстрів заводу. У цей час Клавдій Кабалевський є членом Артилерійського комітету Головного артилерійського управління.

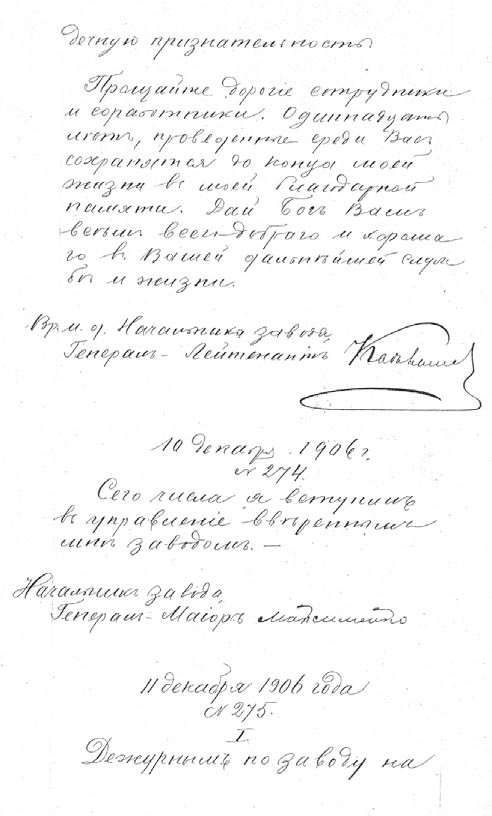
Наказ № 274, виданий Клавдієм Єгоровичем Кабалевським з приводу свого виходу на пенсію та звільнення з посади директора заводу. 6 жовтня 1906 року.

6 жовтня 1906 року, перед звільненням з посади директора заводу та виходом на пенсію, Клавдій Єгорович видав останній наказ № 274, присвячений нагородженню та підвищенням по службовій драбині. В останньому пункті цього наказу йшлося:
|  | Прощайте, дорогие сотрудники и соратники. Одиннадцать лет, проведённые среди Вас, сохранятся до конца моей жизни в моей благодарной памяти. Дай Бог Вам всем всего добраго и хорошаго в Вашей дальнейшей службе и жизни. 10 декабря 1906 года. |

### Відставка
24 жовтня 1906 року Кабалевському надали чин генерал-лейтенанта і звільнили зі служби «з мундиром і пенсією». Крім військового звання, за будівництво Луганського патронного заводу Клавдій Кабалевський був удостоєний дворянського титулу.
Після виходу у відставку Клавдій Кабалевський із сім'єю повернувся до Санкт-Петербурга, де й прожив до смерті.
У самому Луганську в 1907 році на честь Кабалевського в Луганському міському училищі заснували спеціальну стипендію, в положенні про яку було записано:
|  | В память службы строителя и первого начальника Луганского патронного завода Генерал-лейтенанта Клавдия Егоровича Кабалевсого учреждается при Луганском городском училище одна стипендия его имени на проценты от капитала в триста рублей, собранного рабочими, работницами, мастеровыми и служащими Луганского патронного завода и Патронной Поверочной Комиссии. |

Відсотки від зібраного капіталу повинні були йти на оплату навчання дитини з найбіднішої сім'ї робітничого та службовця заводу, а якщо він навчався безкоштовно — то на придбання необхідних навчальних посібників та одягу.
Клавдій Єгорович Кабалевський помер 26 липня 1915.

## Сім'я

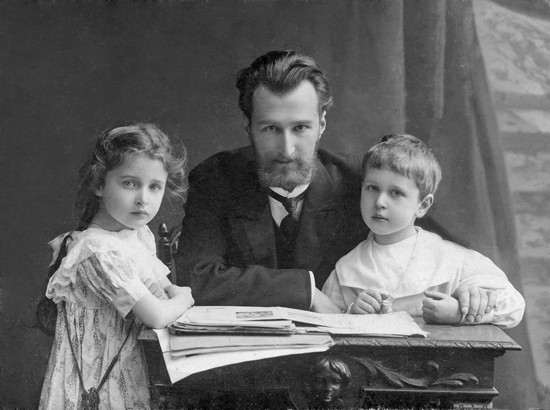
Борис Клавдійович Кабалевський із сином Дмитром та донькою Оленою. Санкт-Петербург, 1909 рік

Батько Клавдія Кабалевського — Єгор Єгорович Кабалевський (1801—1868) — імовірно, військовий, мав відношення до саперної справи.
У Клавдія Єгоровича був брат — полковник Георгій Єгорович Кабалевський, який народився близько 1840 року, і мав сина — Володимира, а також сестра — Анна (1850—1884), у якої було троє дітей — Раїса, Інна, Ростислав, онука — Марія (від Раїси), правнуки — Світлана та Вадим, праправнучка Тетяна (від Вадима) та прапраправнук Вадим.
Клавдій Кабалевський був одружений, на 1905 у нього було троє дітей (за іншими даними — четверо):
- Дочка — Антоніна Клавдіївна Герасимова (до шлюбу Кабалевська) (1875—1943). На 1893 — вихованка Смольного інституту шляхетних дівчат.
  - Онучка — Зінаїда Миколаївна Герасимова.
- Син — офіцер Віктор Клавдійович (1879—1914).
  - Онучка — Людмила.
- Син — Борис Клавдійович Кабалевський (1877 (1878) — 1939, похований у Москві в Ново-Дівочому монастирі, 5-уч., математик, службовець у страховому бюро) був одружений із Кабалевською (до шлюбу Новицькою) Надією Олександрівною.
  - Онук по цій лінії — радянський композитор, диригент, піаніст і педагог, Народний артист СРСР Герой Соціалістичної Праці Дмитро Борисович Кабалевський (1904—1987).
  - Онучка — Олена Борисівна Кабалевська (у шлюбі Флоринська; 1903—1994).

## Нагороди
За чудову службу Клавдій Єгорович Кабалевський був нагороджений такими орденами:
- Орден Святого Станіслава 1-й (Вис. пр. 1902) і 2-го ступеня (Вис. пр. 1886).
- Орден Святого Володимира 3-й (Вис. пр. 1898) і 4-го ступеня (Вис. пр. 1881).
- Орден Святої Анни[джерело?] 2-й (Вис. пр. 1891) і 3-го ступеня (Вис. пр. 1872).

У 1897 Клавдій Кабалевський удостоївся особливого Монаршого благовоління.